# 錫蒂奧努埃沃
錫蒂奧努埃沃是哥倫比亞的城鎮，位於該國北部，由馬格達萊納省負責管轄，距離首府聖瑪爾塔126公里，始建於1751年1月1日，面積967平方公里，海拔高度5米，2005年人口29,515。

## 外部連結
- （西班牙文） Sitionuevo official website
- （西班牙文） Gobernacion del Magdalena - Sitio Nuevo

10°47′N 74°43′W / 10.783°N 74.717°W